# Potkovač
Potkovač är ett samhälle i Montenegro. Det ligger i den norra delen av landet, 110 km norr om huvudstaden Podgorica. Potkovač ligger 976 meter över havet och antalet invånare är 235.
Terrängen runt Potkovač är kuperad. Runt Potkovač är det ganska glesbefolkat, med 48 invånare per kvadratkilometer. Närmaste större samhälle är Šula, 9,2 km söder om Potkovač. Omgivningarna runt Potkovač är en mosaik av jordbruksmark och naturlig växtlighet.